# 二郎神

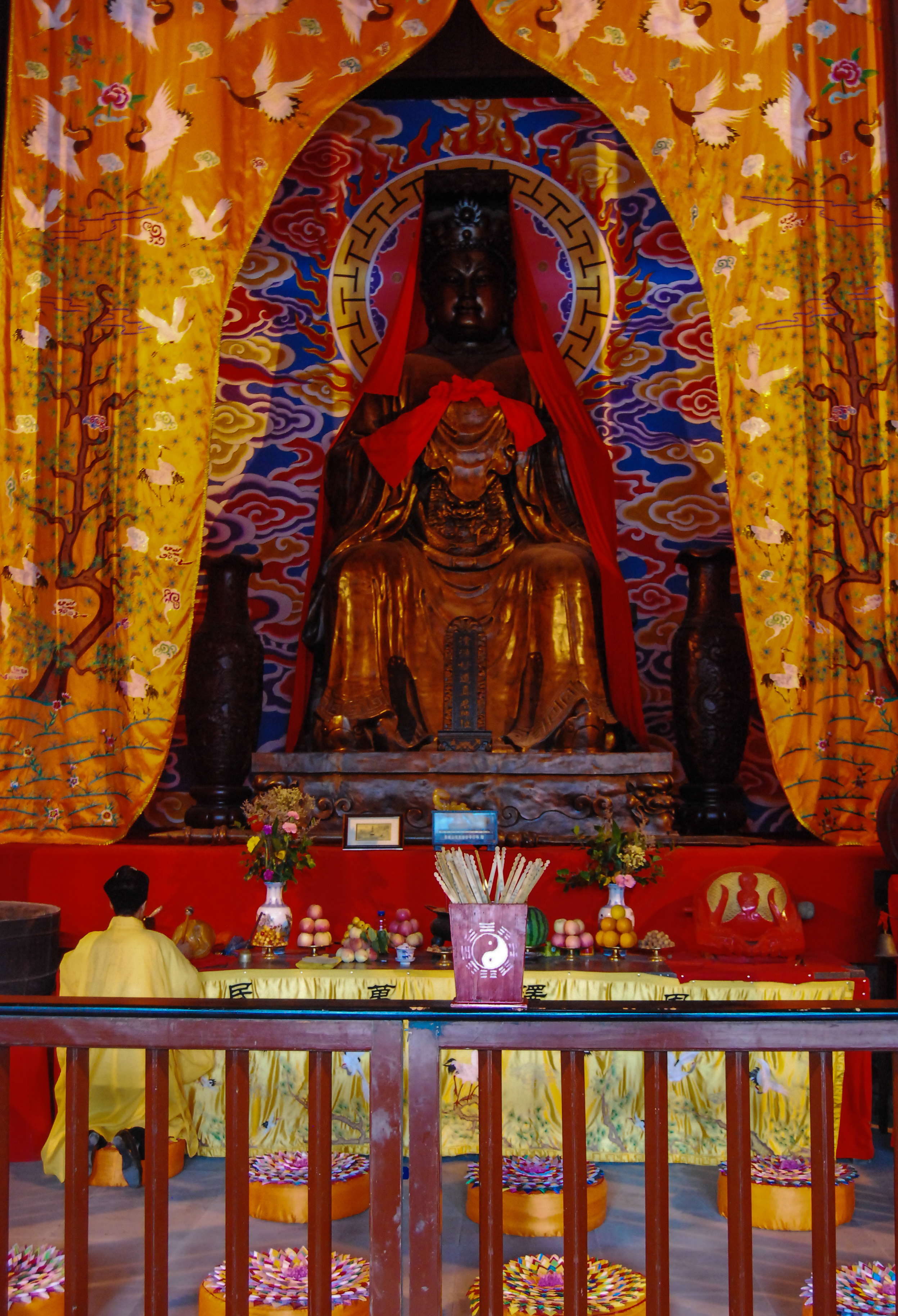
都江堰二王廟内の二郎像

二郎神（じろうしん）は、道教の治水の神、武神。二郎真君、顕聖二郎真君、灌口二郎（かんこうじろう）、灌江二郎（かんこうじろう）、灌江神、赤城王、清源妙道真君とも呼ばれる。
中国の古典文学である『西遊記』や『封神演義』にも登場し、民衆にはなじみ深い神である。

## 概要
ルーツは、成都平原の都江堰利水工事に着手し成功させた秦の蜀郡郡守李冰（りひょう）の息子・李二郎、蛟竜を退治した隋代の道士にして嘉州太守の趙昱（ちょういく）とする二説が有力である。
他にルーツもしくは影響を受けたとされるものとして、蛟竜退治の逸話が残る東晋の襄陽太守鄧遐、後蜀の後主孟昶や子供の守り神張仙、毘沙門天の次子である独健、また祆教の神などさまざまな説があり、こういった人物や神が混ざり合って形成されたものと考えられている。
現在では、『西遊記』『封神演義』などにも描かれる楊二郎（楊戬）とする説が広く知れ渡っている。
四川省の灌口（都江堰）に神として祭られているので、灌口二郎という名が付いたといわれる。唐の玄宗からは赤城王、北宋時代の真宗からは清源妙道真君の銘を贈られている。また元朝からは英烈昭恵霊顕仁佑（祐）王、清朝からは承続広恵顕英王という神号を賜っている。

### 一般像
テレビや映画・絵画などでは通常、額に縦長の第3の眼を持ち、鎧をつけた武人の姿で描かれる。変化の術を得意とし、武器は先が3つに分かれた大刀である三尖両刃刀（さんせんりょうじんとう、別名を二郎刀）と弓、そして哮天犬（こうてんけん）という名の神犬と鷹をつれている。
魔物を退治する場面に登場する神としてはポピュラーである。

## 古典作品における二郎神

### 西遊記
『西遊記』では、玉皇大帝（天帝）の外甥とされる。玉帝の妹が人界に下り、楊氏という人間に嫁いで生まれた子であり、天界で暴れる孫悟空を捕らえている。美青年で、神犬をいつも連れており、鍾馗が門番を務める灌江口の廟に住んでいる。
暴れ回る悟空に手を焼いた玉帝の要請を受け、二郎真君は義兄弟である康・張・姚・李・郭申・直健の梅山六兄弟や鷹や犬などを連れて花果山に攻め込んだ。三尖両刃刀をもって悟空に一騎討ちを挑み、三百合余り打ち合っても勝負が付かなかった。そのうちに悟空の手下の猿達が真君の部下に追い払われてしまったので、形勢不利と見た悟空は雀に姿を変え逃げ出した。すると真君は鷹に姿を変え食いつこうとした。悟空は大鸕鶿（大鵜）に化け逃げると真君は大海鶴となって追う。悟空は水の中に逃げ込み魚に化けたが、真君は魚鷹となって追い詰めてくる。魚は水蛇となり陸にあがれば、真君は丹頂鶴になり追う。悟空が水蛇から花鴇になると真君はたまらず元の姿で矢を射ようとする（これは花鴇が自分の種族のみならず、どんな鳥類とも交わろうとする淫靡な鳥とされるためである）。挙句に悟空は土地神の祠に変身した。口は門、歯は扉、舌は菩薩の像、目は窓として、尻尾は困ったあげくに祠の後ろに立つ旗に変えた。これを見た真君は「旗竿の立った祠などあるものか。門も窓もめちゃくちゃに叩き壊してくれる」と嘲笑ったので、目や口を壊されては堪らないと思った悟空は再び逃げ出した。
真君は、悟空が自分に姿を変え灌江口に逃げ込んだ話を李天王から聞いて、すかさず灌江口に取って返した。悟空が灌江口で真君の家来にかしづかれていると、もう一人のご主人様が帰ってまいりました、との声がする。再び花果山に逃げ出した悟空を真君は手勢とともに徐々に追い詰めていった。戦いの様子を天界から見ていた観世音菩薩の助言で、太上老君が「金剛琢」という腕輪を悟空に向かって投げつけた。見事に彼の脳天を直撃し倒れたところに、真君の犬が噛み付いた。そして真君と六兄弟が悟空を縛り上げ、鎖骨を刀で貫き変化の術が使えないようにして、天界に連行させた。

### 封神演義
明代の神怪小説『封神演義』においては、楊戬（ようせん）という名の道士として登場する。なお、作中での名前は一貫して「楊戬」であるが、中国では「二郎神楊戬」とも呼び、二郎神の姿で描かれる。
楊戬は玉泉山金霞洞、玉鼎真人の門下で清源妙道真君の号をもつ（これは趙昱の号と一致する）。七十二変化の術を始めとする様々な術に長け、武器は怪物を追っていて見つけた三尖刀と、隠し持っている哮天犬である。
主人公の姜子牙を助けるために下山し、対魔家四将戦で西岐陣営に加わる。

### 雑劇
元代の『二郎神酔射鎖魔鏡』では、哪吒太子とともに酒を酌み交わし弓の腕前を競っていたところ、妖魔を封じ込める鏡の一つである鎖魔鏡を誤って射ってしまい、逃げ出した九首牛魔羅王と金睛百眼鬼を捕らえに行く。
明代の『灌口二郎斬健蛟』では蛟を退治する様子が描かれ、『二郎神鎖斉天大聖』では天界から仙丹や仙酒を盗んだ斉天大聖を討伐しに向かう。
これら元明代の雑劇での二郎神は趙昱であることが多く、梅山（眉山）七聖などを従えている。
また、『西遊記雑劇』では観音菩薩から三蔵法師の旅を保護する十大保官の四番目に任ぜられるほか、孫悟空に頼まれ犬とともに猪八戒を捕らえる場面がある。

### 聊斎志異
清代の志怪小説『聊斎志異』収録の『席方平』では、死後の世界で不当な扱いを受けた男・席方平の訴えを聞き、上帝の王子である九王殿下の命令を受けて、一連の事件に対して正当な判決を下す役として登場する。この物語では天帝の甥に当たる功臣と記述されている。

### 宝蓮灯
伝説『宝蓮灯（劈山救母）』では、華山の仙女である妹の三聖母が人間界へ下りて書生・劉彦昌と結婚し子供を身ごもるが、そのことを知り憤った二郎神が三聖母を華山の下に閉じ込める。三聖母は産まれた息子・沈香を侍女に託し、父親の元に送り届けさせる。成長し、母が華山に閉じ込められていることを知った沈香は、霹靂大仙の元で修行した後華山に向かい、二郎神との戦いの末、斧で華山を切り劈（ひら）き母親を救い出す。
また、二郎神自身にも類似した劈山救母伝説が残っている。玉帝の妹が書生の楊天佑と結婚し、二郎神と三聖母を産むが、それを耳にした玉帝が罰として桃山に閉じ込める。後に成長した二郎神が斧で山を切り劈き、母を救い出す。